# 3550 Link
3550 Link è un asteroide della fascia principale. Scoperto nel 1981, presenta un'orbita caratterizzata da un semiasse maggiore pari a 2,9248261 UA e da un'eccentricità di 0,1597946, inclinata di 14,68360° rispetto all'eclittica.